# Ehrennadel der Demokratischen Sportbewegung
Die Ehrennadel der Demokratischen Sportbewegung war eine nichtstaatliche Auszeichnung  des Deutschen Sportausschusses der DDR, welche 1957 als Auszeichnung in drei Stufen, Bronze, Silber und Gold gestiftet wurde. Die Ehrennadel zeigt einen 16 mm durchmessenden Lorbeerkranz, der die verschlungen dargestellten Buchstaben D und S (Demokratische Sportbewegung) auf durchbrochenem Grund umschließt. Die an der Rückseite befestigte Anstecknadel ist circa 40 mm lang.
Ihre Verleihung wurde jedoch noch 1957 aufgrund der Umwandlung in den Deutschen Turn- und Sportbundes (DTSB) wieder eingestellt. Als Nachfolge wurde die ebenfalls in drei Stufen verliehene Ehrennadel des DTSB eingeführt.